# Istituto ortopedico Gaetano Pini

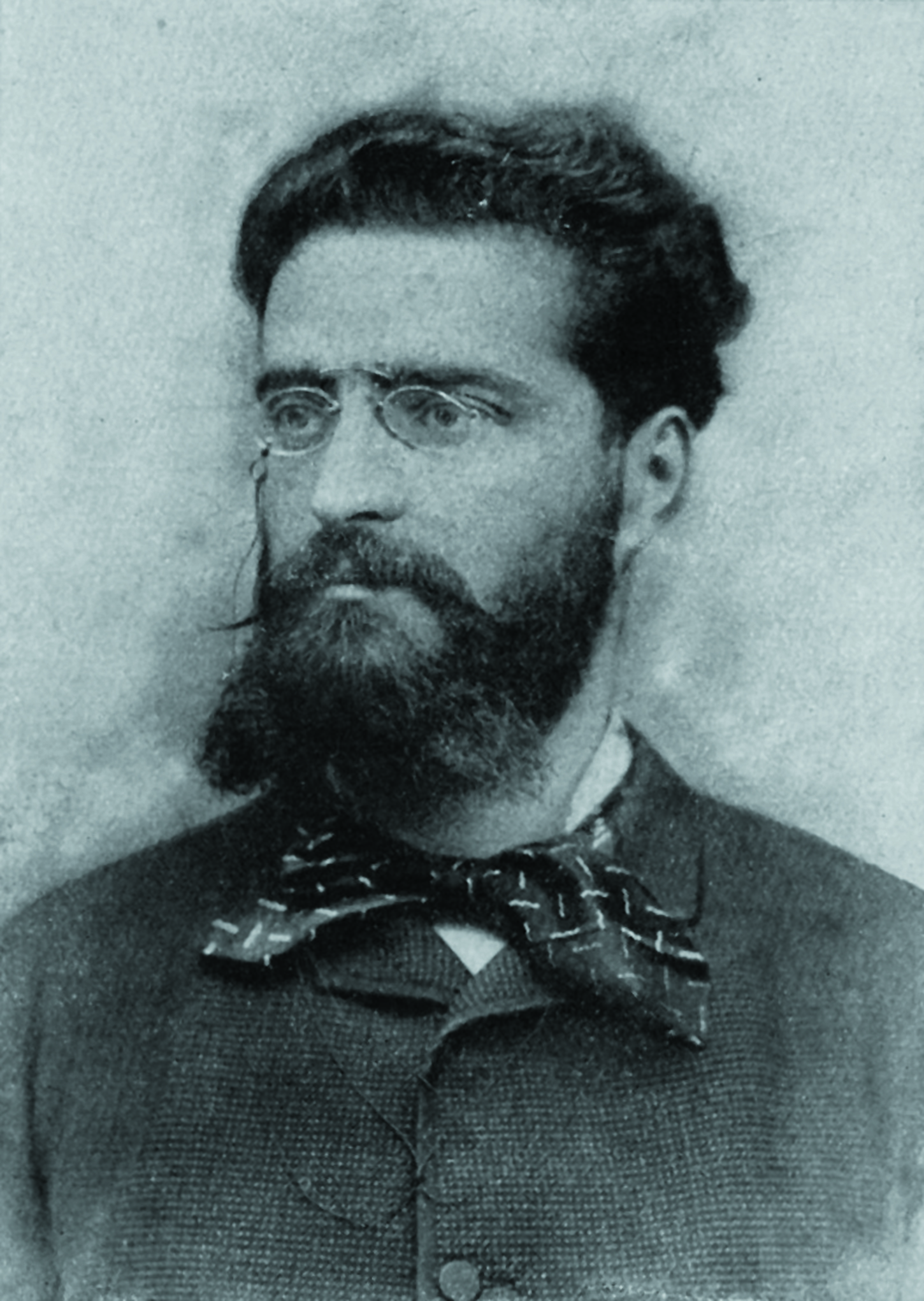
Il medico Gaetano Pini - Archivio Fotografico Presidio Ospedaliero Gaetano Pini

L'Istituto ortopedico Gaetano Pini è una struttura ospedaliera della città di Milano e fa parte, insieme al CTO di Milano e al Polo Fanny Finzi Ottolenghi, dell’ASST Gaetano Pini-CTO. È uno dei più antichi istituti ortopedici d'Italia.
Ha le sue origini nell "Pio Istituto dei Rachitici" fondato nel 1874 da Gaetano Pini  allo scopo di curare i tanti bambini affetti in quell’epoca da rachitismo e nell'"Ambulatorio ortopedico" realizzato dal suo collaboratore Pietro Panzeri.
Diventato "Pio Istituto dei rachitici" nel 1881, nei primi anni del Novecento sotto la direzione di Riccardo Galeazzi la struttura vede gettate le basi di un ospedale ortopedico moderno, con l'apertura di nuovi reparti e la costruzione di nuovi padiglioni (fra cui il Rifugio Finzi a Gorla). L'ospedale diventa sede della prima cattedra di ortopedia dell'Università degli studi di Milano.
L'Istituto, oggi Presidio Pini, è considerato uno dei centri di eccellenza nazionali per la cura delle malattie dell'apparato muscolo scheletrico e delle patologie reumatologiche.

## Il Gaetano Pini
L'Azienda Socio Sanitaria Territoriale Gaetano Pini-CTO, punto di riferimento per l’ortopedia, la riabilitazione specialistica e la reumatologia nasce nel 2016 a seguito dell’accorpamento tra l’AO Istituto Ortopedico Gaetano Pini e l’Ospedale CTO di Milano, in ottemperanza al D.lgs 23/2015 della Regione Lombardia.
L’ASST Pini-CTO è formata dal Presidio Ospedaliero Gaetano Pini, il Presidio Ospedaliero CTO e il Polo Riabilitativo Fanny Finzi-Ottolenghi.
Il Presidio ospedaliero Gaetano Pini è l’evoluzione della Scuola ortopedica milanese. Oggi è un Ospedale specializzato in patologie dell’apparato muscolo-scheletrico, reumatologia e fisiatria, fornito di sofisticate tecniche di imaging, sale operatorie convenzionali e dotate di robotica, in grado di accogliere ogni anno oltre 300.000 utenti.
Il CTO è punto di riferimento per le aree specialistiche dell’ortopedia-traumatologia, della chirurgia della mano e della riabilitazione dei pazienti medullolesi. Da diversi anni svolge un’importante attività riabilitativa in ambito cardiologico, respiratorio e in quello neurologico con il Centro per la Malattia di Parkinson e i Parkinsonismi.
Il Polo Riabilitativo Fanny Finzi-Ottolenghi è l’evoluzione del Rifugio di viale Monza nato nel 1915 come sezione Fisioterapica destinata all’attività riabilitativa. Nei primi anni 2000 inaugura una nuova struttura contemporanea dedicata alla Medicina Fisica e alla Riabilitazione.

## Sedi e struttura
Le sedi sono tre:

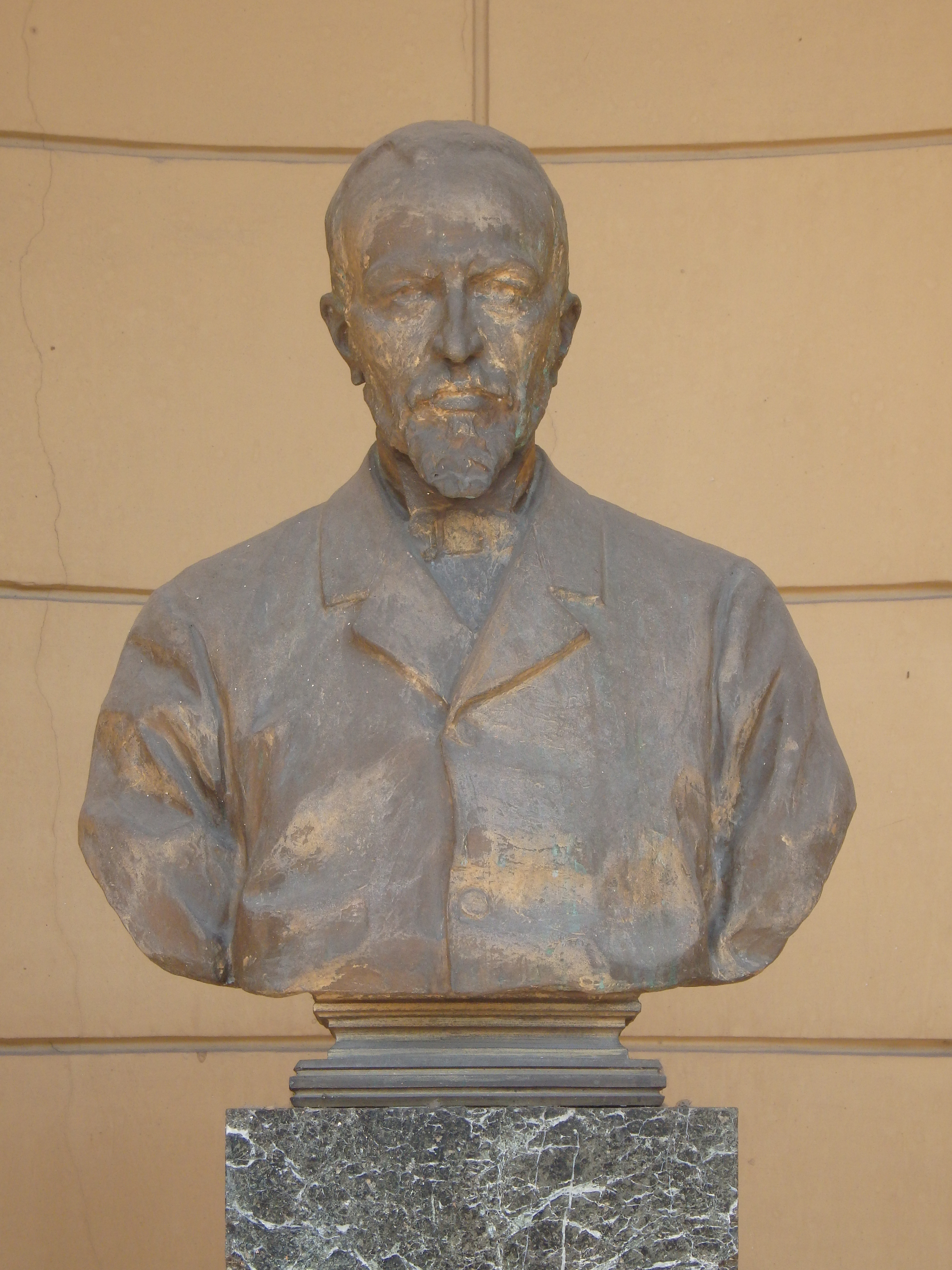
Busto di Pietro Panzeri in via Gaetano Pini

- Il Presidio Pini, la sede centrale, in pieno centro urbano
- Il polo riabilitativo e per la medicina fisica di via Isocrate, nel quartiere di Gorla, intitolato a Fanny Finzi-Ottolenghi
- Il CTO

Nelle tre sedi sono dislocati:
- Il Dipartimento di Ortopedia, Traumatologia e chirurgie specialistiche
- Il Dipartimento di Riabilitazione
- Il Dipartimenti di Reumatologia e Scienze mediche
- Il Dipartimento dei Servizi Sanitari di Supporto